# Лигоне - Санта Марија (Сондрио)
Лигоне - Санта Марија је насеље у Италији у округу Сондрио, региону Ломбардија.
Према процени из 2011. у насељу је живело 30 становника. Насеље се налази на надморској висини од 978 м.